# Ccapi (distrito)
O distrito peruano de Ccapi é um dos 9 distritos da Província de Paruro, situada no Departamento de Cusco, Peru.

## Transporte
O distrito de Ccapi é servido pela seguinte rodovia:
- CU-118, que liga o distrito à cidade de Yaurisque
- CU-119, que liga o distrito de Santo Tomás à cidade de Paruro [1][2][3]